# My Love, With My Short Hair
『My Love, With My Short Hair』（マイ ラブ ウィズ マイ ショートヘア）は、市川愛のメジャー移籍第一弾のアルバム。ジャズシンガーとして3枚のアルバムをリリースした後、菊地成孔プロデュースのもと、シンガーソングライターとして今作でSONY Musicよりメジャーデビュー。

## 解説
- アーバンとカントリー、大人と子供、恋ともうひとつの恋、愛と演技。不安定という普遍性を歌う、21世紀型30代女性シンガー市川愛のメジャーデビューアルバム。
- 今作品には、プロデューサーである菊地成孔の他、浜田真理子も楽曲提供している。
- 今堀恒雄、鈴木正人、坂田学、トオイダイスケ、林正樹、宮川純、SWING-O、平岡遊一郎らが参加。菊地成孔による、ライナーノーツも掲載。
- JAZZ DOMMUNISTERS、機動戦士ガンダム サンダーボルトなど多くの菊地作品にラッパーI.C.Iとして参加。今までの数々の作品とは一線を画しシンガー・ソング・ライター市川愛としてのソロアルバムとなる今作は、吉田美奈子、佐藤奈々子、尾崎亜美などを思わせる女性AORアルバム。

## 収録曲
1. 二重生活 
作詞:菊地成孔/市川 愛 作曲:SWING-O 編曲:菊地成孔 Drum:坂田学 Guitar:知念輝行 Keyboard:宮川純 Bass:鈴木正人
2. あこがれ 
作詞・作曲:浜田真理子 編曲:平岡遊一郎/菊地成孔 Guitar:今堀恒雄
3. 青い涙 
作詞:市川 愛/菊地成孔 作曲:大島宏之 編曲:菊地成孔/市川 愛 Guitar:今堀恒雄 Bass:トオイダイスケ Piano:林正樹
4. Play for keeps 
作詞・作曲:市川 愛/Joe Capalbo 編曲:平岡遊一郎/菊地成孔 Guitar:平岡遊一郎 Finger Snap:菊地成孔
5. マイラヴ・ウィズ・マイショートヘア 
作詞・作曲・編曲:菊地成孔 Manipulator:Kei Maruyama Keyboard & Piano Solo:宮川純 Bass:鈴木正人 Rhythm Tracks & Other Keyboard:菊地成孔
6. 悪事feat辻村秦彦a.k.a ORNITHOLOGY 
作詞・作曲:菊地成孔 編曲:SWING-O/菊地成孔 Piano:SWING-O,菊地成孔 Guitar:オオニシユウスケ Clarinet:鈴木圭 Drum Track:菊地成孔 Bass:コモブチキイチロウ
7. ダメなあたし 
作詞:市川 愛 作曲:SWING-O 編曲:菊地成孔 Piano:SWING-O Guitar:オオニシユウスケ Bass:コモブチキイチロウ Drum:石川智 Trumpet:中野勇介 B.sax:鈴木圭
8. 水で薄めた恋 
作詞:市川 愛/菊地成孔 作曲:SWING-O 編曲:平岡遊一郎 Guitar:今堀恒雄 Bass:トオイダイスケ Violin:市川愛